# The Comet Song
The Comet Song è un singolo della cantautrice islandese Björk. Il testo della canzone è stato scritto in collaborazione con il poeta islandese Sjón, che già in passato aveva co-scritto diversi brani della cantautrice. La canzone fa parte della colonna sonora del film Moomins and the Comet Chase (Björk in più occasioni si è definita fan dei Mumin) e, in seguito, è stata inclusa come bonus track nell'edizione giapponese dell'album Biophilia della cantante. The Comet Song fu pubblicata come un "charity single", in seguito all'alluvione del Pakistan del 2010.

## Video musicale
Il video, diretto dalla stessa regista del film, Maria Lindberg, consiste in scene estratte dal film, tra le quali quella dei Mumin che fuggono all'avvicinarsi della cometa.